# コロラド鉄道博物館

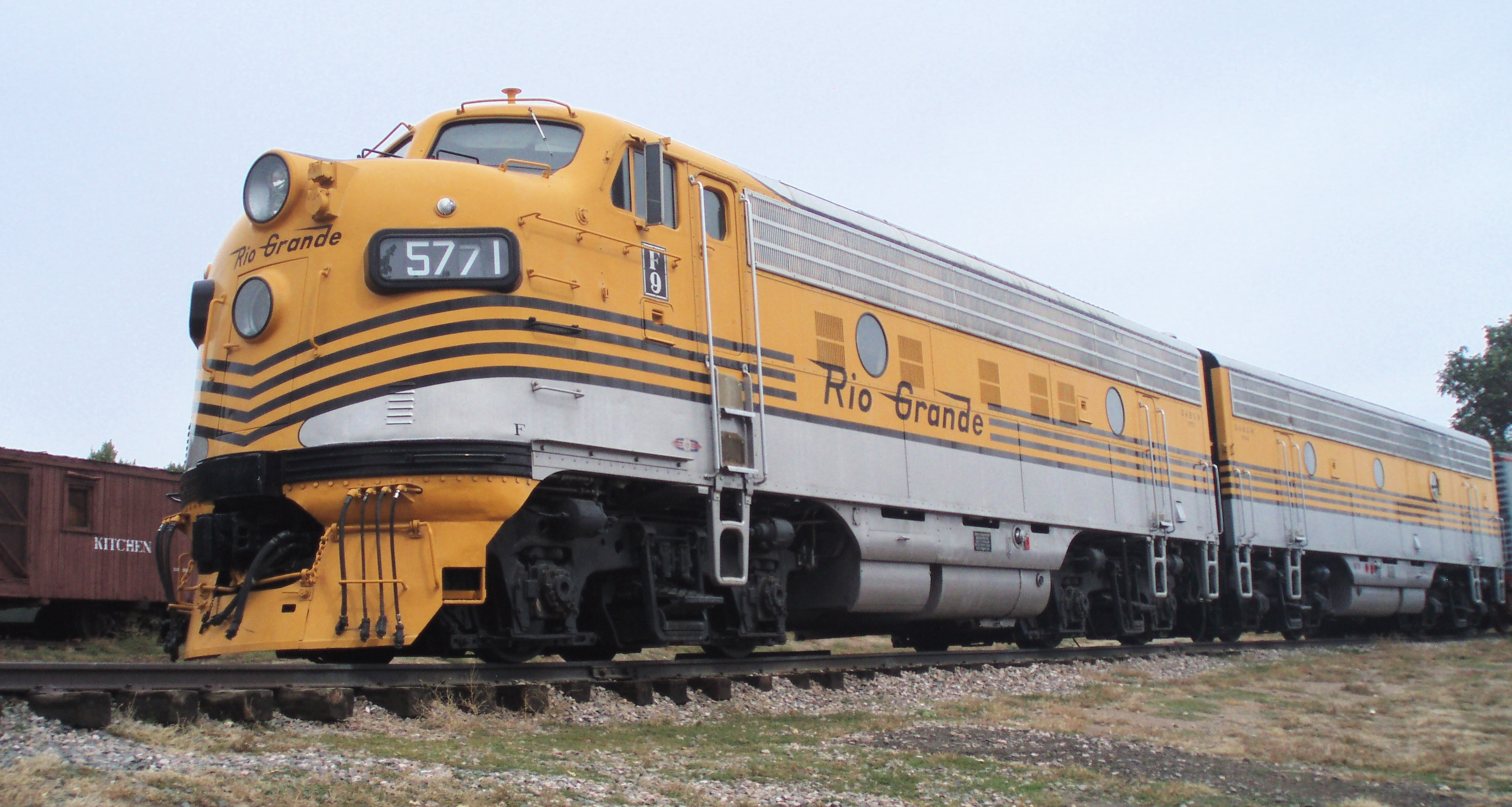
コロラド鉄道博物館に保存されているF9-5771号（Aユニット）およびF9-5762号（Bユニット）

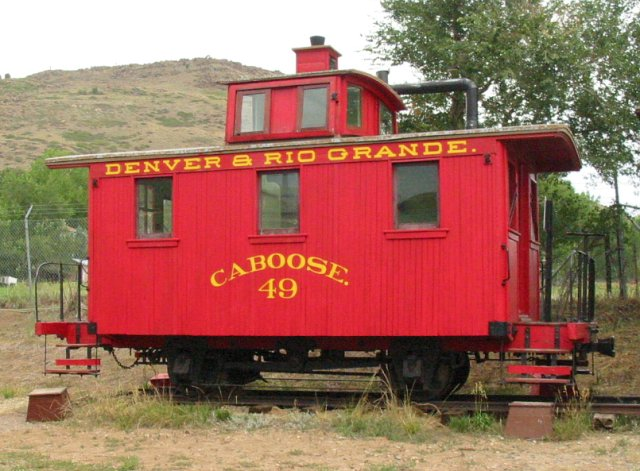
コロラド鉄道博物館にある2軸のカブース

コロラド鉄道博物館（コロラドてつどうはくぶつかん・Colorado Railroad Museum）はアメリカ、コロラド州のゴールデン近くのノーステーブルマウンテンの麓にある非営利鉄道博物館である。

## 施設
開園時間
博物館は毎日午前 9 時から午後 5 時まで開館している。月曜日を除く

## 概要
この博物館は北米中の博物館でも有数の3フィート(914mm)ナローゲージ鉄道車両のコレクションを所有していて、イベント時にはナローゲージの列車に乗る事が出来る。
同館はコロラドにおける鉄道の輝かしい時代、特に開拓時代の狭軌山岳鉄道を次世代に記録・保存する為に1959年に設立された。12台の蒸気機関車と80台を超える鉄道車両がある。また、北米の鉄道とロッキー山脈地域について本や地図を出版している。